# Oxira rufa
Oxira rufa är en fjärilsart som beskrevs av Tutt 1892. Oxira rufa ingår i släktet Oxira och familjen nattflyn. Inga underarter finns listade i Catalogue of Life.